# We Shall Overcome
We Shall Overcome ist ein Protestlied, das eine wichtige Rolle in der US-Bürgerrechtsbewegung spielte. Die Refrainzeile, die auch als Titel dient, bedeutet: „Wir werden (es) überwinden!“ Titel und/oder Song werden heute weltweit als musikalischer Protest gegen jede Art von Missständen verwendet. Die bekannteste Fassung des Liedes stammt von Joan Baez.

## Geschichte
We Shall Overcome gilt als einer der frühesten typischen Protestsongs und war ein Schlüsselsong der US-Bürgerrechtsbewegung. Das Stück geht zurück auf einen Gospel von Pfarrer Charles Albert Tindley aus dem Jahre 1901, der den Titel We Will Overcome Some Day („eines Tages werden wir (es) überwinden“) trug. 1945 wurde der Song erstmals als Streiklied eingesetzt. Im Oktober 1945 hatten in Charleston (South Carolina) Mitglieder der Food and Tobacco Workers Union (meistens schwarze Frauen) einen fünf Monate andauernden Streik gegen die im Jahre 1890 gegründete American Tobacco Company begonnen. Um sich in der Kälte bei Laune zu halten, stimmten die Streikposten, darunter Lucille Simmons, das Gospellied We Will Overcome Some Day (I’ll Be All Right) an. Die Gewerkschafterin, Musikerin und Volkskundlerin Zilphia Horton erfuhr davon und übernahm das Lied in ihre Kulturarbeit an der Highlander Folk School, einer Fortbildungsstätte für Aktivisten in Tennessee. 1948 veröffentlichte sie es unter dem Titel We Will Overcome in People’s Songs (Bulletin No. 3 vom September 1948). Im folgenden Jahr brachte Horton Pete Seeger, der dem Verein People’s Songs vorsaß, das Lied bei. Seeger änderte den Text aus gesangstechnischen Gründen in We Shall Overcome, fügte noch einige Strophen hinzu (We’ll walk hand in hand, The whole wide world around) und stellte das Lied dem kalifornischen Sänger Frank Hamilton zur Verfügung. Von diesem gelangte es an Guy Carawan, der das Lied als Nachfolger Hortons an der Highlander Folk School weiter popularisierte. Die Kursteilnehmer trugen es in ihre Heimatorte, und so entstand daraus durch fortlaufende mündliche Überlieferung eine Hymne der Gewerkschafts- und der afro-amerikanischen Bürgerrechtsbewegung.
1965 nutzte der damalige US-Präsident Lyndon B. Johnson die Passage we shall overcome in einer Rede vor dem Kongress. Nur wenige Tage zuvor hatten die Selma-nach-Montgomery-Märsche stattgefunden.

## Schallplattenaufnahmen

Pete Seeger – We Shall Overcome

Die erste Schallplattenaufnahme stammt von Joe Glazer & The Elm City Four aus dem Juni 1950 (LP Eight New Songs for Labor; hierauf noch We Will Overcome). Erstmals erschien der Song als We Shall Overcome gesungen von Laura Duncan & The Jewish Young Singers 1952 als Negro Spiritual (Hootenany Records (Hoot 104-A), Folkways, FN 2513, BCD15720). Der Song wurde erstmals als noch nicht verlegte Komposition am 14. Dezember 1959 urheberrechtlich geschützt.
Urheberrechtlich ist der Song gemeinfrei, da er bereits im Jahre 1903 von Tindley komponiert worden ist. Die heutige Version ist eine Adaption von Zilphia Horton, Guy Carawan, Frank Hamilton und Pete Seeger. Dieser Personenkreis vereinnahmt die Tantiemen, die ebenso wie die Tantiemen der Musikverlage (Ludlow Music, Essex, Folkways Music und Hollis Music) an eine Stiftung fließen. Der Song erfreut sich ungebrochener Beliebtheit; zwischen 1950 und 2009 entstanden 84 Coverversionen.

## Weitere Verwendung
Pete Seeger sang das Stück am 8. Juni 1963 in der Carnegie Hall. Berühmt wurde der Song im August 1963, als Joan Baez ihn vor 300.000 Zuhörern auf dem Marsch auf Washington für Arbeit und Freiheit sang. Seither wurde das Lied mit Joan Baez assoziiert, die es aufnahm und auf einer Anzahl Bürgerrechtsdemonstrationen sowie 1969 auf dem Woodstock-Festival aufführte.
Später fand der Song den Weg nach Südafrika, wo es in den Jahren der Anti-Apartheidsbewegung gesungen wurde.
In Indien wurde die Übersetzung des Liedes in Hindi Hum Honge Kaamyab / Ek Din ein patriotisch-geistliches Lied in den achtziger Jahren und wird nach wie vor teilweise auch in Schulen gesungen. In der bengalisprachigen Region Indiens und in Bangladesch existieren zwei Versionen des Liedes, die beide unter Schülern sowie unter politischen Aktivisten sehr populär sind. Amra Karbo Joy (eine wörtliche Übersetzung) wurde von dem bengalischen Volksmusiker Hemanga Biswas übersetzt und später auch von Bhupen Hazarika aufgenommen. Eine andere Version wurde von Shibdas Bandyopadhyay als Ek Din Surjyer Bhor (wörtlich: Eines Tages wird die Sonne aufgehen) übersetzt und vom Calcutta Youth Choir 1971 während des Unabhängigkeitskrieges in Bangladesch aufgezeichnet, wo es eine der meistverkauften bengalischen Schallplatten aller Zeiten wurde. Es war ein Lieblingslied des bengalischen Premierministers Mujibur Rahman und wurde nach der Erringung der Unabhängigkeit oft bei öffentlichen Anlässen gesungen.
In der linksgerichteten westdeutschen Jugendbewegung der 1970er und in der Friedensbewegung der 1980er Jahre war das Lied sehr populär und tauchte damals in etlichen Liederbüchern auf.
1996 wurde das Lied unter Landesbischof Eberhardt Renz unter der Nummer 652 in das Gesangbuch der Evangelischen Landeskirche in Württemberg aufgenommen. Eine Verstehhilfe in deutscher Sprache ist angefügt. In Württemberg wurde der Text von Zilphia Horton, Frank Hamilton, Guy Cawawan und Pete Seeger von 1963 aufgenommen.
Bruce Springsteen erstellte eine neue Interpretation des Liedes, welche auf Where Have All the Flowers Gone: A Tribute to Pete Seeger sowie auf seinem 2006 erschienenen Album We Shall Overcome: The Seeger Sessions enthalten ist. Er spielte diesen Song außerdem am 22. Juli 2012 beim Utøya Memorial Concert in Oslo und widmete ihn den Angehörigen der Opfer der Anschläge in Norwegen 2011.

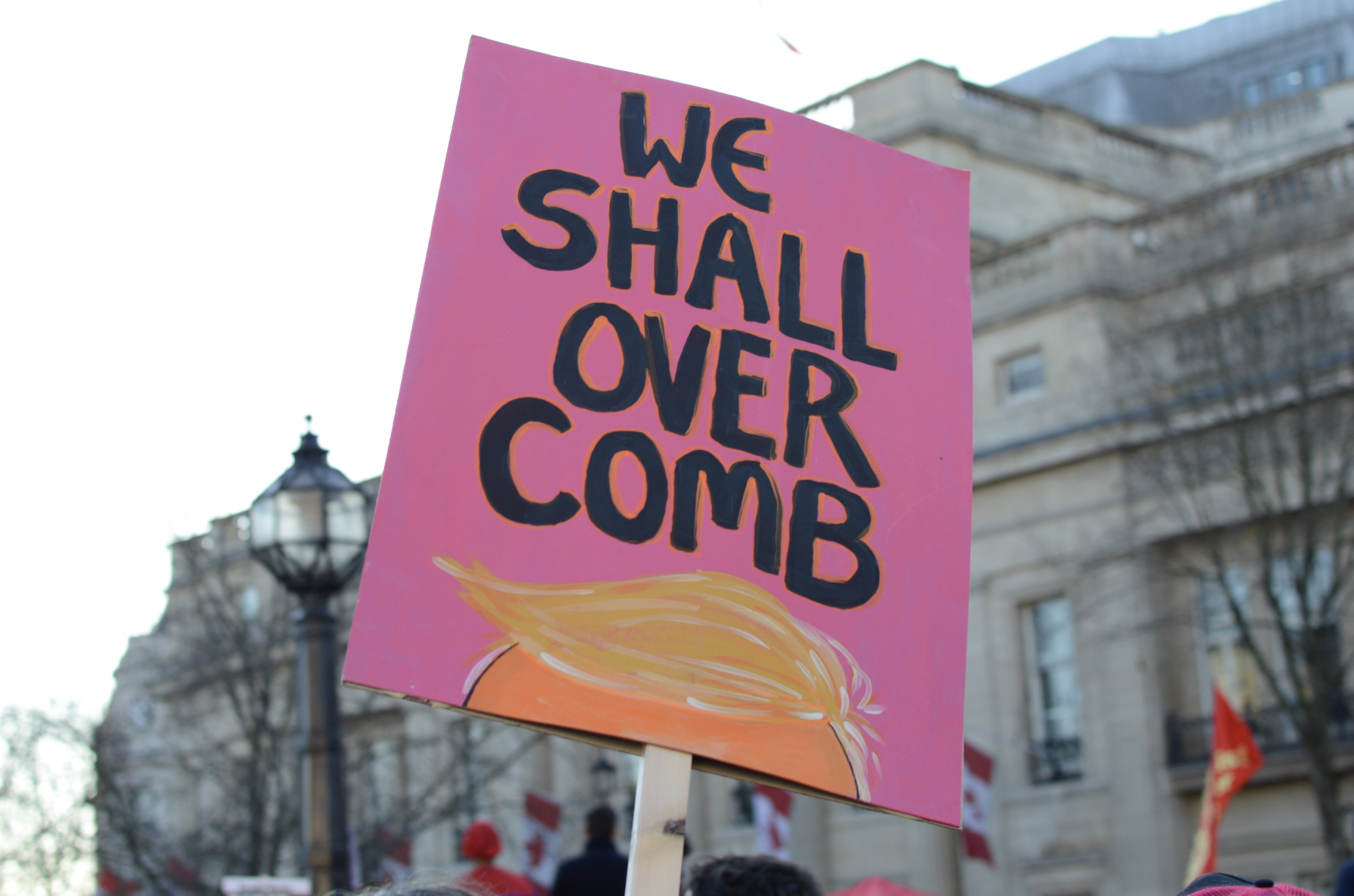
Schild „We Shall Overcomb“ („Wir werden es überkämmen“, 2017) in Anspielung auf den Comb-Over von Donald Trump

Nach der Wahl von Donald Trump zum US-Präsidenten 2016 waren bei Demonstrationen Plakate mit dem Slogan „We Shall Overcomb“ zu sehen. Die Parodie des Songtitels spielt auf Trumps überkämmte Haare (englisch Comb-Over) an.